# Людина і світ
Люди́на і світ (с укр. — «Человек и мир») — ежемесячный научно-популярный атеистический журнал на украинском языке общества «Знание» УССР. Издается в Киеве с 1960 года.  До 1965  журнал выходил под названием «Войовничий атеїст»  (с укр. — «Воинствующий атеист»). На страницах журнала в советское время широко освещались вопросы методики и практики атеистической работы, истории и теории религии и атеизма, проблемы философии, психологии, естественных наук и рассматривались социально-нравственные аспекты жизни людей; в журнале излагались ленинские принципы отношения Коммунистической партии к религии, церкви, верующим и  принцип свободы совести.